# Helemano
Helemano es un lugar designado por el censo ubicado en el condado de Honolulu en el estado estadounidense de Hawái. En el año 2020 tenía una población de 2549 habitantes y una densidad poblacional de 2124,17 personas por km². 

## Geografía
Está al norte del centro de la isla de Oahu, a 14 km al sureste de Waialua y a 40 km al noroeste de Honolulu.
Fue incluida por primera vez como CDP antes del censo de 2020.